# 名古屋市立神の倉小学校
名古屋市立神の倉小学校（なごやしりつ かみのくらしょうがっこう）は、愛知県名古屋市緑区神の倉に位置する公立の小学校である。

## 概要
1975年（昭和50年）に鳴海東部小学校の分校として創立した。愛称は「神小（かみしょう）」で、校名は「神の倉に位置する」からだと考えられる。

### 授業・休み時間など
授業は朝8時50分に始まる。1 - 3年生は週に1 - 3回4時間帯があり、4年生以降は5時間と6時間帯で一週間をすごす。5年生からは6時間帯の日のほうが5時間帯の日より多くなる。
授業は基本的に45分授業で、休み時間は朝と昼休み以外10分である。掃除は給食後20分ほどである。

## 沿革
- 1974年（昭和49年）鳴海東部小学校分校として開校。
- 1975年（昭和50年）神の倉小学校として独立開校。

　プール完成。
　校章制定。
　体育館兼講堂完成。
　北校舎３階増築工事完了。
- 1976年（昭和51年）バックネット完成。

　校旗作成。
- 1977年（昭和52年）岩石園完成。

　少年消防クラブ竿頭綬受賞。
　北校舎3階増築工事完了。
- 1978年（昭和53年）きん舎完成。
- 1979年（昭和54年）露場完成。

　管理棟2階・南校舎増築工事完了。
　校歌制定発表会。
- 1980年（昭和55年）防球ネット設置。

　緑区連合運動会女子優勝。
　備品倉庫設置。
- 1981年（昭和56年）運動場整地工事完了。

　花いっぱい優良小中学校コンクール優良賞受賞。
　緑地完成。
- 1982年（昭和57年）緑区少年野球大会優勝。

　花いっぱい優良小中学校コンクール優良賞受賞。
　体力づくり優良校として表彰。
- 1983年（昭和58年）緑区少年野球大会優勝。

　緑区連合運動会総合優勝。
　学校保健優良校として表彰。
　南校舎2階増築工事完了。
　学校図書館奨励賞受賞。
- 1984年（昭和59年）校歌完成。

　校章設置。
- 1985年（昭和60年）郵便ポスト設置。
- 1986年（昭和61年）ふじ棚完成。

　クラブハウス完成。
- 1987年（昭和62年）流水実験場完成。

　観察池完成。
- 1988年（昭和63年）かげぼうし時計完成。

　南門花壇完成。
- 1989年（平成元年）シェルター付ベンチ完成。

　コンビネーション遊具完成。
- 1990年（平成2年）体力づくり実践校委託。

　玄関前・正門付近景観工事完成。
- 1991年（平成3年）FBC秋花壇東邦ガス賞受賞。

　コンピュータ室完成。
　体育倉庫改築。
- 1992年（平成4年）緑区少年野球大会優勝。

　生活科用石遊び場・土遊び場完成。
　体育館床改修工事完成。
- 1993年（平成5年）FBC秋花壇優良賞受賞。
- 1994年（平成6年）ソーラー時計完成。

　大規模改造工事着工。
- 1995年（平成7年）大規模改造工事着工。

　生ゴミ処理機設置。
- 1998年（平成10年）FBC春花壇優良賞受賞。

　クリーン大作戦。
- 2001年（平成13年）コンピュータ更新。
- 2002年（平成14年）ホームページ開設。
- 2003年（平成15年）南校舎増築工事着工。

　南校舎増築工事完了。
- 2004年（平成16年）たいよう学級（障害児学級）開設。

　仮設校舎設置工事完了。
- 2005年（平成17年）仮設校舎増設工事完了。
- 2006年（平成18年）ひかり学級(障害児学級）開設。
- 2007年（平成19年） 南校舎が完成 。
- 2008年（平成20年）運動場のプレハブ校舎撤去、運動場整備。
- 2009年（平成21年）学力向上パイロット事業 開始。
- 2010年（平成22年）学力向上パイロット事業 終了。

## 学区
学区は神の倉、東神の倉、白土、赤松からなる。

## 学校行事

### 運動会
運動会は毎年5月末に開催される。

### 学芸会・作品展
学芸会と作品展は毎年交互に行われる。
学芸会は学年ごとに劇を披露する。作品展は図画工作の時間につくった作品を一人1,2点ほど展示する。

## 進路・進学
卒業生のほとんどが学校から600メートルほど離れた神の倉中学校に進学する。中学受験をするものは、ごく少数である。